# Gerhard Langmann
Gerhard Anton Langmann (* 27. Oktober 1932 in Wien; † 4. August 2001 ebenda) war ein österreichischer Archäologe.
Er studierte seit 1953 Klassische Archäologie, Alte Geschichte und Altphilologie an der Universität Wien, wo er 1958 bei Hedwig Kenner mit der Arbeit Die Archäologie des Bundeslandes Salzburg promoviert wurde. Seit 1960 war er Mitarbeiter des Österreichischen Archäologischen Instituts und Mitarbeiter an der Ausgrabungen von Ephesos. 1978 ernannte ihn die türkische Stadt Selçuk zum Ehrenbürger. Von 1986 bis zum Ruhestand 1994 war er Direktor des Österreichischen Archäologischen Instituts. Seit 1982 war er Honorarprofessor für Provinzialrömische Archäologie an der Universität Wien. Langmann wurde am Dornbacher Friedhof bestattet (Gruppe 12, Nr. 13A). 